# Lamprosema strigivenalis
Lamprosema strigivenalis là một loài bướm đêm trong họ Crambidae.